# 药山龙胆
药山龙胆（学名：Gentiana mairei），又名寡流苏龙胆，是龙胆科龙胆属的植物，是中国的特有植物。分布在中国大陆的四川、云南等地，生长于海拔2,450米至3,925米的地区，多生长在高山草甸、沼泽地、灌丛草甸以及林下，目前尚未由人工引种栽培。